# لوليتا بوستش
لوليتا بوستش ‏ (3 يوليو 1970 في برشلونة - ) كاتِبة، وكاتبة للأطفال من إسبانيا تنتمي لجيل النوثييا.